# Nunzio Pelliccia
Nunzio Pelliccia (Aversa, 1540 – Napoli, 1608) è stato un avvocato e giurista italiano.
È stato l'autore dei Commentaria ad Consuetudines Aversanas, pubblicati nel 1605, opera che raccoglie le norme consuetudinarie di origine franco-normanna della città di Aversa.
I Commentaria contengono anche un commento - intitolato Repetitio nova ad capitulum primum de successione feudi - dedicato al primo capitolo di un'opera di Bartolomeo Camerario (1497 – 1564) sulla successione feudale.
Nunzio Pelliccia è sepolto a Napoli nella Chiesa di Santa Maria di Costantinopoli.
Il suo sarcofago funerario è ancora oggi visibile nel transetto sinistro della chiesa, addossato al pilastro che sostiene l'arco della cupola: il giurista è ritratto semidisteso, in abiti cinquescenteschi, poggiato su di un'alta base rivestita di marmi, adornata ai lati dagli stemmi della sua famiglia.